# Ministero delle infrastrutture e dei trasporti

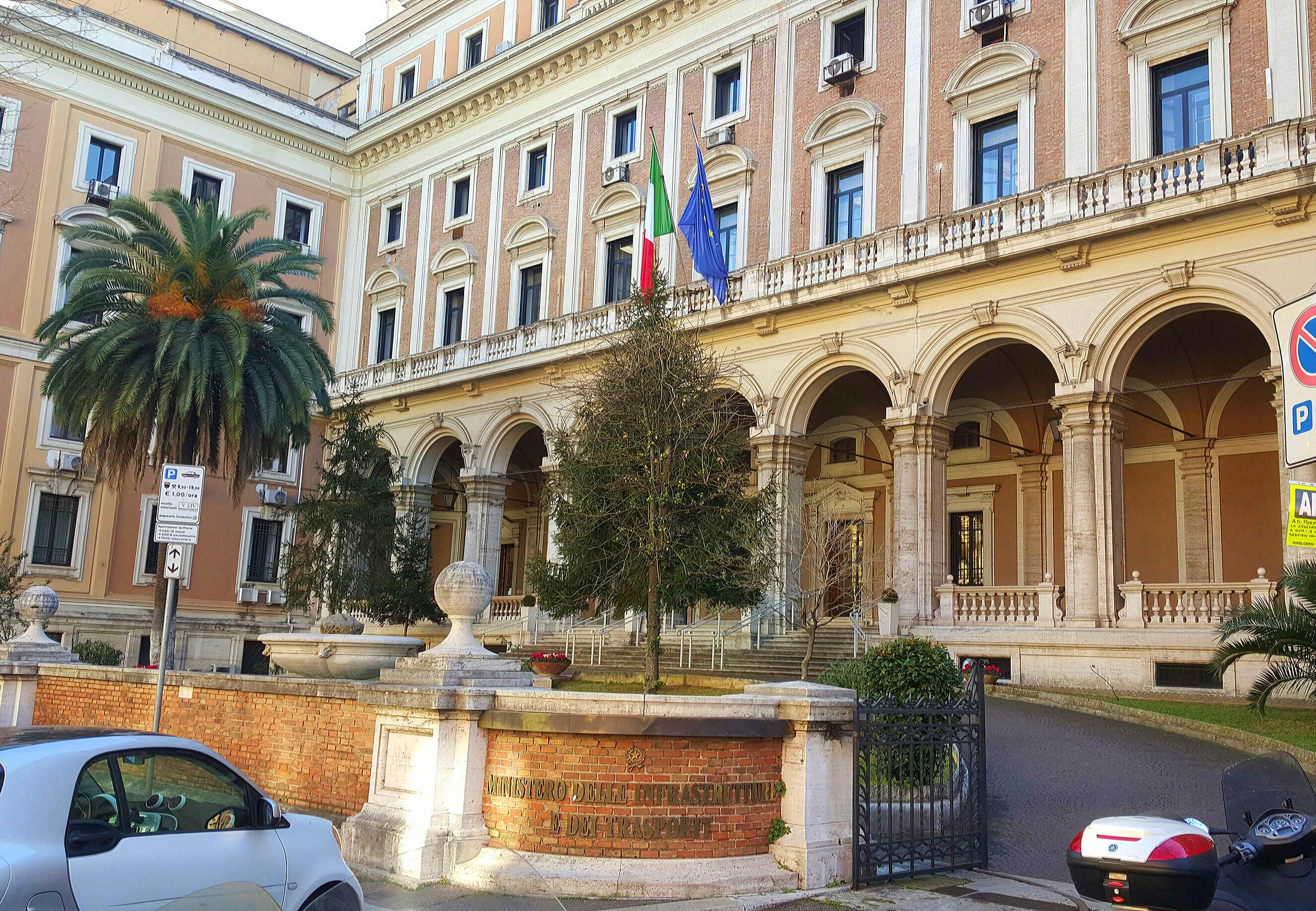
Villa Patrizi, Sitz des Ministeriums

Das Ministerium für Infrastruktur und Verkehr (italienisch Ministero delle infrastrutture e dei trasporti, kurz MIT) ist eines der Ministerien der italienischen Regierung. Es hat seinen Sitz in der Villa Patrizi an der Porta Pia in Rom. Minister ist seit dem 22. Oktober 2022 Matteo Salvini.

## Aufgaben
Das Ministerium ist für die öffentlichen Arbeiten und die Verkehrsnetze verantwortlich, die in den nationalen Zuständigkeitsbereich fallen. Darüber hinaus hat es auch Zuständigkeiten im Bereich der Raumordnung, beim Städte- und Wohnungsbau sowie bei der Überwachung öffentlicher Ausschreibungen.

## Organisation
Die politische Führung besteht aus dem Minister und zwei oder drei Staatssekretären. Letztere sind in Italien keine Beamte, sondern Politiker. Unterhalb der politischen Führungsebene gliedert sich das Ministerium in zwei Hauptabteilungen; die eine ist zuständig für die Infrastruktur und die (interne) Datenverarbeitung, die andere für das Verkehrswesen und unterstützende Aufgaben. Hinzu kommen einige beratende Gremien.
Der Hauptabteilung für Infrastruktur unterstehen (Stand 2017) acht zentrale Generaldirektionen (Abteilungen) in Rom und sieben regionale Direktionen in ganz Italien. Die Hauptabteilung für Verkehr hat acht zentrale Generaldirektionen in Rom, die sich neben zentralen Diensten mit dem Straßenverkehr, dem Bahnverkehr, dem ÖPNV, der Schifffahrt und dem Flugverkehr befassen, sowie fünf regionale Direktionen, denen unter anderem die örtlichen Verkehrsämter (Ufficio della Motorizzazione Civile) unterstehen. Letztere sind insbesondere für Zulassung von Personen und die Zulassung von Fahrzeugen zum Straßenverkehr sowie für technische Sicherheitskontrollen an Fahrzeugen zuständig.
Das Ministerium für Infrastruktur und Verkehr beaufsichtigt etliche nachgeordnete Einrichtungen und Organisationen, darunter die nationale Straßenbetriebsgesellschaft ANAS, die staatliche Eisenbahngesellschaft Ferrovie dello Stato, die Regulierungsbehörde für den Bahnverkehr (Rete Ferroviaria Italiana), die Agentur für Sicherheit im Bahn- und Straßenverkehr, die Küstenwache, die Schiffsklassifikationsgesellschaft RINA, Hafenbehörden, die italienische Luftfahrtbehörde ENAC, die Flugsicherungsgesellschaft ENAV und auch den Dachverband der italienischen Luftsportvereine (Aero Club d’Italia).

## Geschichte
Das Ministerium für Infrastruktur und Verkehr entstand im Jahr 2001 durch die Zusammenlegung der Ministerien für öffentliche Arbeiten und Verkehr. Ersteres geht zurück auf das 1847 errichtete „Staatssekretariat für öffentliche Arbeiten, Landwirtschaft und Handel“ (Segretariato di Stato dei Lavori Pubblici, dell’Agricoltura e del Commercio) des Königreiches Sardinien-Piemont. Dieses Königreich stand ab 1848 an der Spitze der italienischen Einigungsbewegung, in das dann 1861 die alten italienischen Staaten eingegliedert wurden und das damit den Namen Königreich Italien annahm. 
1848 wurden die sieben bis dahin bestehenden Staatssekretariate in Ministerien umbenannt. Aus dem genannten Staatssekretariat für öffentliche Arbeiten, Landwirtschaft und Handel entstand 1848 durch Teilung das Ministerium für öffentliche Arbeiten und das Ministerium für Landwirtschaft und Handel. Das über 150 Jahre bestehende Ministerium für öffentliche Arbeiten gab 2001 im Zug der Fusion mit dem Verkehrsministerium Teile seiner Aufgaben an das Umweltministerium ab.
Das Verkehrsministerium entstand erstmals im Jahr 1916 und war seinerzeit nur für die Schifffahrt und die Eisenbahnen zuständig. 1920 wurde es in das Ministerium für öffentliche Arbeiten eingegliedert, 1944 dann wieder als eigenständiges Ministerium errichtet. 1963 erhielt es die Zuständigkeit für die Zivilluftfahrt, die davor beim Verteidigungsministerium gewesen war. 1993 übernahm es das 1946 gegründete Handelsmarineministerium. 2001 erfolgte dann die Zusammenlegung mit dem Ministerium für öffentliche Arbeiten zum neuen Ministerium für Infrastruktur und Verkehr. Von 2006 bis 2008 wurde letzteres nochmals in zwei separate Ministerien geteilt. Im November 2011 übernahm Corrado Passera als Minister der Regierung Monti in Personalunion das Ministerium für Infrastruktur und Verkehr sowie das Ministerium für wirtschaftliche Entwicklung (ehemals „Industrie und Handel“). Im Februar 2021 wurde das Ministerium für Infrastruktur und Verkehr auf Vorschlag des Ministers Enrico Giovannini per Kabinettsbeschluss in „Ministerium für nachhaltige Infrastruktur und Mobilität“ umbenannt.